# Moviment Ciutadans-Pagesos
El Moviment Agrari Ciutadà (neerlandès: BoerBurgerBeweging:, BBB) és un partit polític dels Països Baixos. La seu es troba a Deventer, Overijssel. L'actual líder del partit és Caroline van der Plas, que va crear el partit l'any 2019.

## Història
El Moviment Agrari Ciutadà va ser fundat l'octubre de 2019 per la periodista Caroline van der Plas, en resposta a les protestes de la pagesia estes el mes anterior pel país. El 17 d'octubre de 2020, van der Plas va ser escollida líder del partit per unanimitat. A les eleccions general del 2021, la candidatura va obtenir un escó a la Cambra de Representatnts
El 2 de juliol de 2024 Dick Schoof aconseguí ser nomenat primer ministre amb un govern de coalició del Partit per la Llibertat (PVV) amb el Partit Popular per la Llibertat i la Democràcia (VVD), el centrista Nou Contracte Social (NSC) i el BBB.

## Ideologia
A les eleccions generals dels Països del 2021, el BBB va centrar la seva campanya en temes importants relacionats amb els votants agraristes, com la creació per a un Ministeri del Camp", ubicat com a mínim a més de 100 quilòmetres de la ciutat de La Haia, així com la reitrada de la prohibició de l'ús dels neonicotinoids. El partit va demanar una "Acta del Dret a l'Agricultura", que donaria més veu i pes a la pagesia en assumptes relacions amb l'expansió de l'agricultura. Això va ser en resposta a l'oposició local a granges de porcs i cabres, degut les seves implicacions en la salut pública o el medi ambient.

## Resultats electorals

### Cambra de Representants
| Any  | Cap de llista         | Vots    | %          | Escons  | +/– | Govern   |
| ---- | --------------------- | ------- | ---------- | ------- | --- | -------- |
| 2021 | Caroline van der Plas | 104,319 | 1.00 (#16) | 1 / 150 | Nou | Oposició |
| 2023 | Caroline van der Plas | 481,576 | 4.66 (#6)  | 7 / 150 | 6   | Coalició |

### Senat
| Any  | Lider       | Vots | Pes    | %          | Escons  | +/– | Govern   |
| ---- | ----------- | ---- | ------ | ---------- | ------- | --- | -------- |
| 2023 | Ilona Lagas | 137  | 36,976 | 20.66 (#1) | 16 / 75 | Nou | Oposició |

### Parlament Europeu
| Any  | Vots    | %    | Escons | +/- |
| ---- | ------- | ---- | ------ | --- |
| 2024 | 336,316 | 5.40 | 2 / 31 | Nou |